# Гасконська порода
Гаско́нська порода (фр. Gasconne) — порода великої рогатої худоби м'ясного напряму продуктивності. Виведена у 19 столітті на півдні Франції. Племінну книгу відкрито у 1865 році.

## Історія

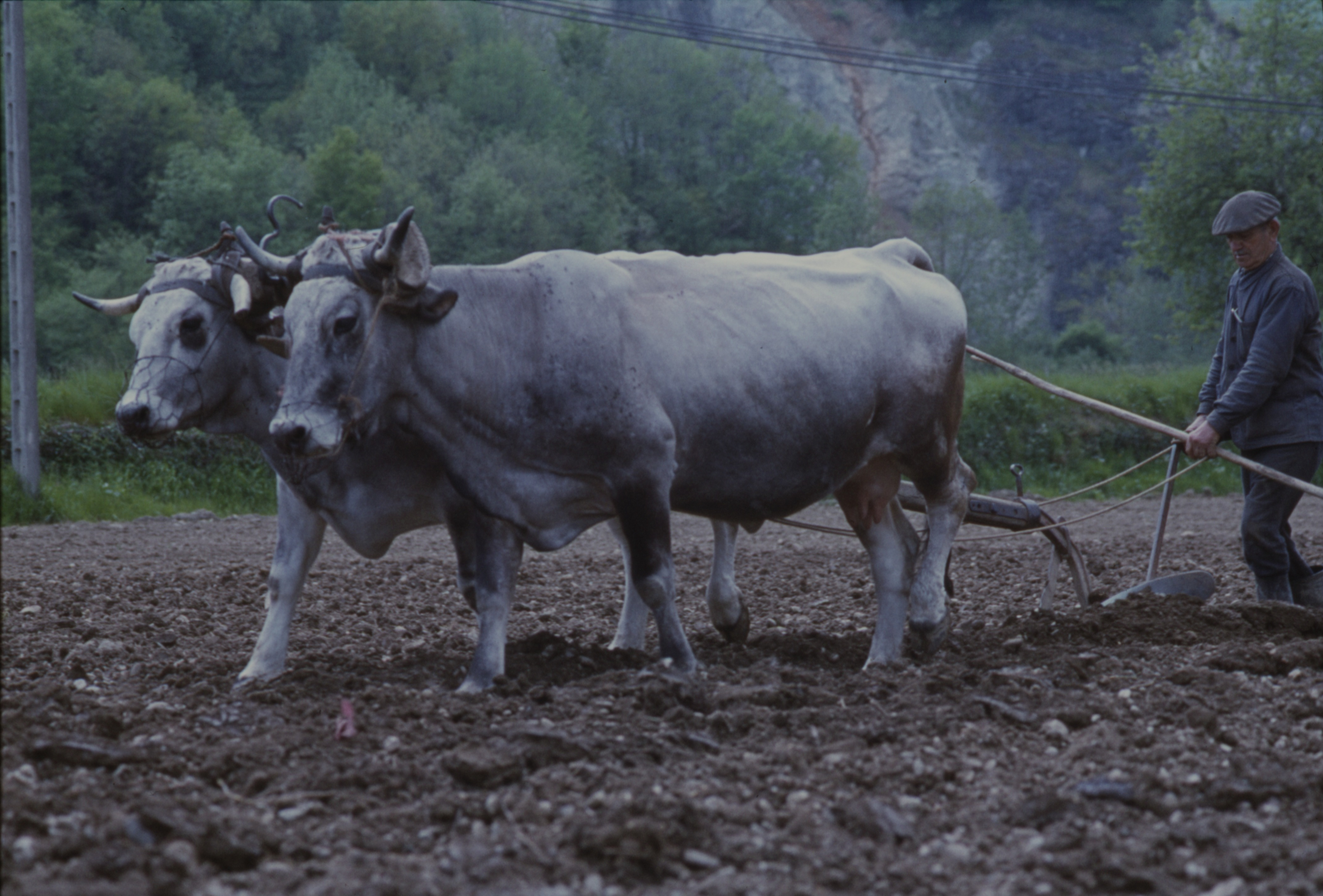
Використання корів гасконської породи для орання. Фото 1978 року.

Породу було виведено на півдні Франції, в околицях містечка Сен-Годан, в долині річки Гаронни. Тут і корови і бики використовувалися як робоча худоба. У місцевій кухні користувалися олією і жиром, натомість масло не вживалося, тому гасконська худоба не використовувалася як молочна.

## Опис

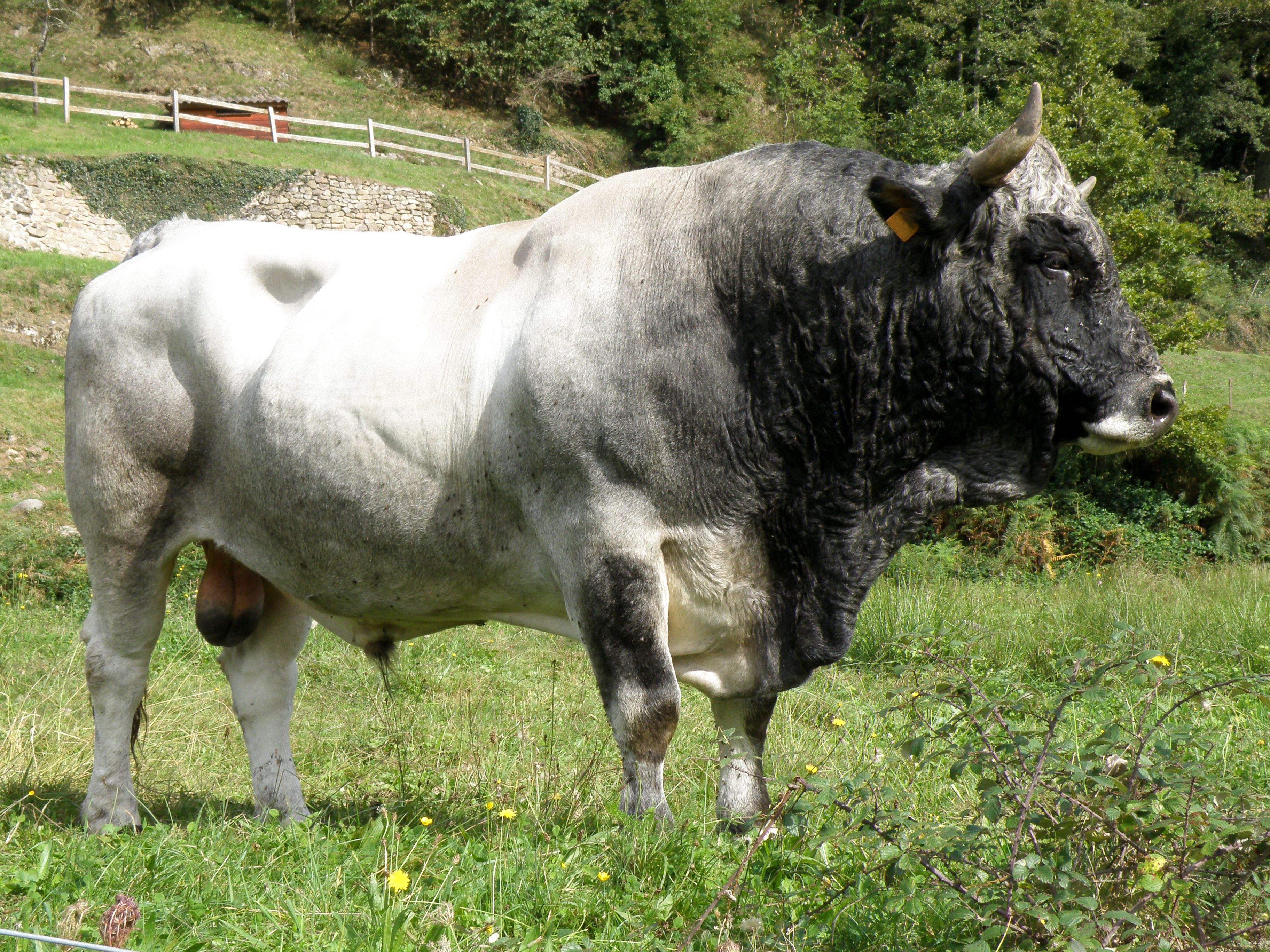
Бугай гасконської породи.

Масть тварин срібно-сіра. Краї вух мають чорне забарвлення. Середній зріст бугаїв становить 145 см, корів — 135 см. Жива маса бугаїв 1000—1150 кг (800—950 кг), корів — 650—750 кг (550—700 кг). Худоба характеризується винятковою живучістю, добре пристосована до випасу на кам'янистих пагорбах і крутих горах з рідкісною рослинністю. Худоба морозостійка. Отелення у 98 % випадків проходять без будь-яких ускладнень. При народженні телята в середньому важать 39 кг. Телята у віці 120 днів досягають ваги 162 кг (145 кг), у віці 210 днів — 247 кг (225 кг). Наразі порода селекціонується у м'ясному напрямку продуктивності.

## Поширення
95 % всього поголів'я породи зосереджено на півдні Франції — у Окситанії. Загалом у Франції налічується близько 40 000 голів гасконської породи. З 1980-х років гасконську худобу розводять в Іспанії, де у 2009 році налічувалося 5642 голів цієї худоби (з них 2280 голів породистих корів). Обмежено гасконську породу розводять у Великій Британії (160 корів у 2012 році), Чехії і Чилі.

## Виноски
1. 1 2 3 4 5 6 7 8  Gasconne. // Valerie Porter, Lawrence Alderson, Stephen J.G. Hall, D. Phillip Sponenberg (2016). Mason's World Encyclopedia of Livestock Breeds and Breeding [Архівовано 21 грудня 2016 у Wayback Machine.] (sixth edition). Wallingford: CABI. — P. 182. ISBN 9781780647944. (англ.)
2. 1 2 3  Gascon. Інтернет-сайт "Breeds of Livestock" http://www.ansi.okstate.edu/breeds. Oklahoma State University, Department of Animal Science. 2 вересня 1997. Архів оригіналу за 24 грудня 2016. Процитовано грудень 2016. {{cite web}}: Зовнішнє посилання в |work= (довідка) (англ.)
3. 1 2 3 4 5  Race bovine Gasconne. Сайт "AgroParisTech" http://www.agroparistech.fr. UFR Génétique, élevage et reproduction, France UPRA Sélection. septembre 2007. Архів оригіналу за 23 серпня 2011. Процитовано грудень 2016. {{cite web}}: Зовнішнє посилання в |work= (довідка) (фр.)